# Dingo (soundtrack)
Dingo är ett soundtrack ur den australiska filmen Dingo från 1992 med musik av Miles Davis och Michel Legrand. I filmen spelar Miles Davis en jazztrumpetare vid namn Billy Cross.

## Låtlista
Alla låtar är skrivna av Michel Legrand och Miles Davis.
1. Kimberley Trumpet – 2:42
2. The Arrival – 2:07
3. Concert on the Runway – 4:14
4. The Departure – 1:59
5. Dingo Howl – 0:44
6. Letter As Hero – 1:24
7. Trumpet Cleaning – 4:00
8. The Dream – 3:53
9. Paris Walking 1 – 2:04
10. Paris Walking 2 – 3:18
11. Kimberley Trumpet in Paris – 2:14
12. The Music Room – 2:42
13. The Club Entrance – 4:16
14. The Jam Session – 6:29
15. Going Home – 2:11
16. Surprise! – 5:17

## Medverkande
- Miles Davis – trumpet (spår 2–4, 7, 8, 10, 14, 15)
- Chuck Findley – trumpet (spår 1, 5, 6, 9 ,11, 13, 14, 16)
- George Graham, Nolan Smith, Oscar Brashear, Ray Brown – trumpet
- Kenny Garrett – saxofon
- Dick Nash, George Bohanan, Jimmy Cleveland, Lew McCreary, Thurman Green – trombon
- David Duke, Marnie Johnson, Richard Todd, Vince De Rosa – valthorn
- Buddy Collette, Charles Owens, Jackie Kelso, John Stephens, Marty Krystall, Bill Green – träblås
- Mark Rivett – gitarr
- Alan Oldfield, Kei Akagi, Michel Legrand – keyboards
- Abraham Laboriel, Benny Rietveld, Foley – bas
- Alphonse Mouzon, Harvey Mason, John Bigham, Ricky Wellman – trummor, slagverk
- Michel Legrand – dirigent, arrangör